# てなもんや東海道
『てなもんや東海道』（てなもんやとうかいどう）は、1966年8月14日に東宝系で公開された日本映画である。92分。東宝・渡辺プロ・宝塚映画作品。カラー。東宝スコープ。
キャッチコピーは「喜劇・大型ヤクザ路線」「やりまっせェ! 豪華キャストが荒神山に勢揃い!」。

## 概要
朝日放送で放送中の人気上方コメディ『てなもんや三度笠』の劇場映画版。同番組の劇場版は、1963年に東映系で公開された『てなもんや三度笠』『続てなもんや三度笠』（双方とも内出好吉監督）に次いで3作目だが、東宝では初。また東映版はモノクロだったため、カラー作品も初。
今回は『次郎長三国志』にヒントを得、清水次郎長一家と安濃徳次郎一家の争いに時次郎と珍念がからむ設定となっている。また本作はカラー・シネスコ作品でありながら、東宝マーク→製作クレジット→プロローグの前半のみモノクロ・スタンダードとなっており、途中で珍念が「マスク」に移動して「ワイドだよ!カラーだよ!」と言いながら画面を引っ張って、カラー・シネスコになるというギャグとなる。このギャグは次々作『てなもんや幽霊道中』でも使われた。
助演はテレビ版から南利明・平参平・原哲男・漫画トリオなど、そして渡辺プロからは、（植木等と桜井センリを除く）ハナ肇とクレージーキャッツ・梓みちよ、そして当時売り出し中のザ・ドリフターズから加藤茶が単独で出演、特にクレージーは同年1月に『クレージーの無責任清水港』に主演し、ハナ肇が次郎長役で本作にも出演しているため、あたかも『無責任清水港』の世界に『てなもんや三度笠』の面々が迷い込んだ錯覚を思わせる。
著名なテレビ版に対し、本作はあまり知られていなかったが、TBSの『土曜映画招待席』で放送した事から知られる様になった。

## ストーリー
亀山城下に二人の旅人がいた。一人はあんかけの時次郎、もう一人は珍念である。二人はある茶店に止まったが、下を見るとある女が懐に石を詰め込んでいた。すわ身投げ!と思った二人はその女を助ける。その女は「お染」といい、太物商・卯兵衛の娘だが、風天仙人が流した「ふらふら教」の信徒総代になった父が仙人の嫁にしようというので、身投げを図ったと言うのだ。そこで時次郎と珍念は、仙人のいる五里巌寺へ。そこでは仙人の下、用心棒の浪人・丹下完膳とサクラ役の般若の政が、信者から金を巻き上げていた。その金を時次郎の顔馴染み・鼠小僧次郎吉が狙っていた。やがて時次郎は、分け前の事で政と丹下が争い、政を切り捨てようとしたため、いざ仙人たちに襲い掛かり、政も信者達に「ふらふら教はインチキだ」と教え、皆の活躍もあって仙人を捕まえたが、丹下は時次郎に傷つけられながらも逃げていった。
やがて珍念は五里巌寺の住職に、一方の時次郎はお染に惚れるも、彼女には番頭久松という愛人がいたので断念、その後佐太郎・おみつ夫婦と会うが、そこへ清水次郎長・大政・小政・石松が食客として飛び込んで来た。その夜時次郎は次郎長らの着物を持ち逃げし、佐太郎と鉄火場へ、だが「奴の小万」という壷振りがもろ肌脱いで壷を振ったため、時次郎はスッテンテンに。
翌日、時次郎はおみつの使いで安濃徳次郎の家に行くが、途中浪人権太夫に悩まされている安濃徳の義妹お袖を救う。その頃瓦版売りは、吉良の仁吉・おきく夫婦の離婚を報じた。それは安濃徳が神戸の長吉から奪った荒神山の縄張りを、仁吉が身を挺して奪取せんとしたためだ。一方裸道中を続けた次郎長一家は、五里巌寺で荒神山事件を知り、珍念が荒神山大福寺の大僧正代理に扮して、安濃徳一家に調停をしようとしたが、そこへ何も知らない時次郎が現れて正体がバレ、調停は失敗した。
やがて時次郎は安濃徳の令を受けて使いに出るが、そこへ丹下が立ち塞がる。だが危ない所を小万に助けられ、そこでお万から大変な事を聞かされた。実は次郎長一家と安濃徳一家の争いの元は、安濃徳の用心棒・角井門之助の陰謀であり、角井はこの戦いで双方を共倒れにし、その間に荒神山を手中にしようとしていたのだ。これを知った時次郎はすぐさま荒神山へ急いだが、時すでに遅し! 両一家は戦っていたのだ。仕方なく角井と戦う時次郎、そこへ小万から知らせを受けた次郎長達が現れ、戦いに割って入ると、安濃徳に角井の陰謀を教えた。バレた角井は配下の鉄砲隊を呼び、両一家を皆殺しにしようとした。だが後ろからやって来た時次郎と佐太郎により、鉄砲隊は全滅、手薄になった角井も倒され一件落着、両一家は仲直りとなった。そして時次郎と珍念は、再び旅に出た……。

## スタッフ
- 製作：渡邊晋
- 原作：香川登志緒（『てなもんや三度笠』）
- 脚本：長瀬喜伴、新井一、澤田隆治
- 監督：松林宗恵
- 撮影：鈴木斌
- 音楽：萩原哲晶
- 美術：松山崇
- 照明：石井長四郎
- スチル：池上恭介
- 編集：庵原周一

## 出演者
- あんかけの時次郎：藤田まこと
- 珍念：白木みのる
- 安濃徳次郎：伴淳三郎
- 清水次郎長：ハナ肇（ハナ肇とクレージーキャッツ）
- 大政：藤木悠
- 小政：なべおさみ
- 石松：長沢純
- 吉良の仁吉：犬塚弘（ハナ肇とクレージーキャッツ）
- 早川の佐太郎：谷啓（同上）
- 神戸の長吉：石橋エータロー（同上）
- 鼠小僧次郎吉：南利明
- 丹下完膳：田中春男
- 角井門之助：阿部九州男
- 漫太：横山ノック（漫画トリオ）
- 漫次：横山フック（同上）
- 漫三：横山パンチ（同上）
- 浪人権太夫：天本英世
- 風天仙人：上田吉二郎
- 般若の政：世志凡太
- 太物商卯兵衛：小杉義男
- 番頭久松：安田伸（ハナ肇とクレージーキャッツ）
- おきく：中真千子
- お袖：沢井桂子
- お染：梓みちよ
- 奴の小万：浜美枝
- おみつ：野川由美子
- 茶屋の亭主・仁平：若月輝夫
- 夫婦ゲンカの夫：南都雄二
- 夫婦ゲンカの妻：塩沢とき
- 中風の老婆：平参平
- 宿の番頭・五助：原哲男
- 女中お春：高橋紀子
- 瓦版売り：加藤茶（ザ・ドリフターズ）

※ノンクレジット
- 孫娘：浅川美智子

## 挿入歌
「スットントロリコ」
- 作詞：香川登志緒／作曲：鈴木源次郎／歌：藤田まこと、白木みのる
- プロローグで歌われる歌。

「てなもんや数え歌」
- 作詞：香川登志緒／作曲：鈴木源次郎／藤田まこと、白木みのる
- 主題歌。本来はテレビ版の挿入歌。

「ポカン・ポカン」
- 作詞・作曲：三木トリロー／歌：梓みちよ
- 「ふらふら教事件」解決後に梓扮するお染が歌った。

## 備考
- 『土曜映画招待席』で放送された時は、プロローグは削られ、東宝マーク→製作クレジットのシーンはカラー化されて放送した。
- CS放送は、2004年1月に日本映画専門チャンネルでの企画「24時間まるごと日本の喜劇人」の中の1本として放送された。
- 東映版は藤田が物故した後の2010年5月21日にDVD化されたのに対し、東宝版は東宝からビデオソフト（VHS）化されたものの廃盤、その後今までDVD化はされていなかったが、2013年4月から発売開始したDVDマガジンシリーズ「東宝 昭和の爆笑喜劇DVDマガジン」で、本作が同年8月27日に発売、DVDマガジンという形のDVD化となった。なお次作『幕末てなもんや大騒動』は同年9月24日に、次々作『てなもんや幽霊道中』は同年10月22日にそれぞれ発売された。
- 同時期には松竹でも、香川・澤田が手掛けた『スチャラカ社員』の劇場版（監督：前田陽一）が製作上映され、香川・澤田コンビの上方コメディ劇場版がぶつかる形となった。なお藤田と白木はテレビ版『スチャラカ』にもレギュラー出演していたが、劇場版には出演していない。

## 同時上映
『喜劇 駅前番頭』
- 脚本：長瀬喜伴／監督：佐伯幸三／主演：森繁久彌
- 『駅前シリーズ』第16作。

## 参考資料
- キネマ旬報